# Robert Steiner (Autor)

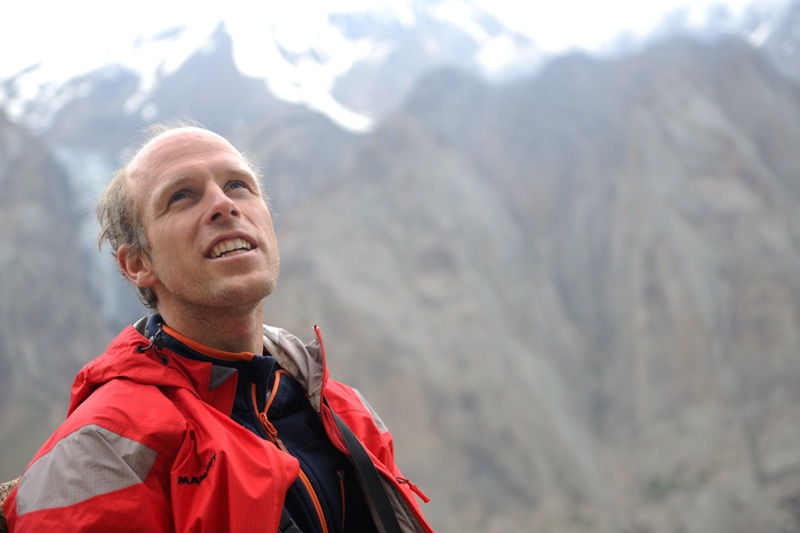
Robert Steiner

Robert Steiner (* 7. Dezember 1976 in Stuttgart) ist ein deutscher Schriftsteller und Extremkletterer.

## Leben
Steiner wuchs in Ostelsheim im Nordschwarzwald auf. Nach dem Abitur 1996 in Weil der Stadt studierte Steiner von 1997 bis 2003 in Freiburg im Breisgau Geographie und Germanistik auf Lehramt. Er schloss das Studium mit Staatsexamen ab und wurde Studienrat. Robert Steiner ist verheiratet.
Er begann schon früh mit Klettern. Im Alter von 17 Jahren kletterte er an den großen Alpen-Nordwänden im Alleingang: Eiger, Matterhorn, Grandes Jorasses. Außerdem kletterte er Bigwalls in British Columbia und 14 Routen am El Capitan zum Teil solo und im Winter, beispielsweise die Route The Nose. Es folgten Expeditionen ins Mount-Everest-Gebiet, Langtang in Tibet, Rolwaling, Tien Shan. Im Jahr 2006 gelang die Erstbegehung der Nordwand des Pik Pogrebetskij im Tien Shan mit einem russischen Team. Er bestieg meist illegal mehrere Siebentausender unter anderen die Ama Dablam. Robert Steiner beschäftigt sich auch mit Alpingeschichte und hat über den Schweizer Expeditionsbergsteiger Lorenz Saladin einen Bildband veröffentlicht.
Im Jahr 1997 veränderte ein Kletterunfall nach dem Bruch der Haue eines Eisgerätes in der „Colton/McIntyre“-Route an den Grandes Jorasses durch die Schwere der Verletzungen (Sprunggelenkszertrümmerung und Kniescheibenluxation) und die lange Bergungszeit (Steiner musste fast 48 Stunden bewegungsunfähig in der Nordwand ausharren) sein Leben und führte zu seinem viel beachteten Erstlingswerk Selig, wer in Träumen stirbt.

## Werke
- Selig, wer in Träumen stirbt, Panico Alpinverlag 2002
- Stoneman, Panico Alpinverlag 2004
- Tod am Khan Tengri, Lorenz Saladin, Expeditionsbergsteiger und Fotograf, mit Emil Zopfi. AS Verlag, Zürich 2009
- Allein unter Russen, Panico Alpinverlag 2010, ISBN 978-3-936740-74-5